# Цхінвальський тролейбус
Цхінвальський троле́йбус (груз. ცხინვალი ტროლეიბუსი) — закрита тролейбусна система в грузинському місті  Цхінвалі, що існувала за часів Грузинської РСР, закрита у грудні 1990 році через збройний конфлікт. До 1990 року Цхінвалі був  адміністративним центром Південно-Осетинської автономної області, що входила до Грузинської РСР у складі СРСР. Нині, згідно з адміністративно-територіальним поділом Південної Осетії, є окремою адміністративною одиницею Південної Осетії. Згідно адміністративно-територіальним поділом Грузії — розташований в Горійському районі грузинського регіону Шида-Картлі.

## Історія
25 червня 1982 року відбулося відкриття тролейбусного руху. У місті був лише один тролейбусний маршрут. Тролейбусна лінія будувалася у три черги. Перша черга пройшла за маршрутом від Трикотажної фабрики до залізничного вокзалу (на маршруті курсували 2-3 машини). Друга черга побудована на південь до площі Героїв і була відкрита у листопаді 1987 року. Третю чергу планувалося побудувати південніше до нового району. 
Впродовж 1989—1990 років, у зв'язку з безладдямми в місті, тролейбусна система прийшла у глибокий занепад. Рух тролейбусів в Цхінвалі було остаточно паралізовано у грудні 1990 року, з початком грузино-осетинського конфлікту. Після його закінчення, тролейбусний рух так і не було відновлено. Контактна мережа й рухомий склад, що перебував на площі біля залізничного вокзалу, були розкрадені місцевим населенням. Нині про тролейбуси в Цхінвалі нагадують лише остови тролейбусних кузовів, що покинуті на міських задвірках.
1999 року з Владикавказу до Цхінвалі були доставлені опори контактної мережі і матеріали для її відновлення, проте тролейбусний рух так і не було відновлено.

## Маршрут
| Тролейбусний маршрут м. Цхінвалі | Тролейбусний маршрут м. Цхінвалі | Тролейбусний маршрут м. Цхінвалі | Тролейбусний маршрут м. Цхінвалі                                |
| №                                | Початковий пункт                 | Кінцевий пункт                   | Примітки                                                        |
| -------------------------------- | -------------------------------- | -------------------------------- | --------------------------------------------------------------- |
| 1                                | Трикотажна фабрика               | Площа Героїв                     | До листопада 1987 року кінцевою зупинкою був Залізничний вокзал |

## Рухомий склад
У Цхінвалі, в якості рухомого складу, використовувалося 6 тролейбусів ЗіУ-682В.
| Рухомий склад | Рухомий склад | Рухомий склад     |
| Тип моделі    | Кількість     | Роки експлуатації |
| ------------- | ------------- | ----------------- |
| ЗіУ-682В      | 6             | 1982—1990         |

Тролейбусне депо в місті було відсутнє, його планувалося побудувати пізніше. Первинним майданчиком для нічного відстою тролейбусів було облаштовано на кінцевій зупинці біля Трикотажної фабрики, пізніше — на площі біля залізничного вокзалу.